# 2004年アテネオリンピックのチャイニーズタイペイ選手団
2004年アテネオリンピックのチャイニーズタイペイ選手団（2004ねんアテネオリンピックのチャイニーズタイペイせんしゅだん）は、2004年8月13日から8月29日にかけてギリシャの首都アテネで開催された2004年アテネオリンピックのチャイニーズタイペイ選手団、およびその競技結果。

## 概要
今大会は金メダル2個、銀メダル2個、銅メダル1個の合計5個のメダルを獲得した。
テコンドー女子49kg級で陳詩欣が金メダルを獲得し、前身の中華民国を含めチャイニーズタイペイとして史上初めてのオリンピック金メダリストとなった

## メダル
| メダル | 選手名               | 競技         | 種目       |
| ------ | -------------------- | ------------ | ---------- |
| 金     | 陳詩欣               | テコンドー   | 女子49kg級 |
| 金     | 朱木炎               | テコンドー   | 男子58kg級 |
| 銀     | 黄志雄               | テコンドー   | 男子68kg級 |
| 銀     | 陳詩園 劉明煌 王正邦 | アーチェリー | 男子団体   |
| 銅     | 陳麗如 呉蕙如 袁叔琪 | アーチェリー | 女子団体   |